# Tres Días de Brujas-La Panne femenina 2019
La 2.ª edición de los Tres Días de Brujas-La Panne femenina se celebró el 28 de marzo de 2019 sobre un recorrido de 134,4 km con inicio en Brujas y final en la ciudad de De Panne en Bélgica.
La carrera hizo parte del UCI WorldTour Femenino 2019 como competencia de categoría 1.WWT del calendario ciclístico de máximo nivel mundial siendo la cuarta carrera de dicho circuito y fue ganada por la ciclista neerlandesa Kirsten Wild del equipo WNT-Rotor. El podio lo completaron la también neerlandesa Lorena Wiebes del equipo Parkhotel Valkenburg y la belga Lotte Kopecky del equipo Lotto Soudal Ladies.

## Equipos
Tomaron parte en la carrera un total de 20 equipos invitados por la organización, todos ellos de categoría UCI Team Femenino, quienes conformaron un pelotón de 118 ciclistas y de estas terminaron 112. Los equipos participantes fueron:
| Equipos femeninos (20)- Alé Cipollini - Astana Women's - Bigla - Boels Dolmans - BTC City Ljubljana - Canyon-SRAM Racing - CCC-Liv - Doltcini-Van Eyck Sport - FDJ-Nouvelle Aquitaine-Futuroscope - Health Mate-Ladies Team - Lotto Soudal Ladies - Mitchelton-Scott - Movistar Team - Parkhotel Valkenburg-Destil - Sunweb Women - Tibco-Silicon Valley Bank - Trek-Segafredo - Valcar Cylance - Virtu Cycling Women - WNT-Rotor Pro Cycling |
| |

## Clasificaciones finales
Las clasificaciones finalizaron de la siguiente forma:

### Clasificación general
| \| Clasificación general \| Clasificación general \| Clasificación general \| Clasificación general \| Clasificación general \| \| Ciclista \| Ciclista \| Equipo \| Tiempo \| \| \| --------------------- \| --------------------- \| ---------------------------------- \| --------------------- \| --------------------- \| \| 1.ª \| Kirsten Wild \| WNT-Rotor Pro Cycling \| 3 h 13 min 07 s \| \| \| 2.ª \| Lorena Wiebes \| Parkhotel Valkenburg \| + 0 s \| \| \| 3.ª \| Lotte Kopecky \| Lotto Soudal Ladies \| + 0 s \| \| \| 4.ª \| Lotta Lepistö \| Trek-Segafredo \| + 0 s \| \| \| 5.ª \| Susanne Andersen \| Sunweb \| + 0 s \| \| \| 6.ª \| Elisa Balsamo \| Valcar Cylance \| + 0 s \| \| \| 7.ª \| Marta Bastianelli \| Virtu Cycling Women \| + 0 s \| \| \| 8.ª \| Emilia Fahlin \| FDJ-Nouvelle Aquitaine-Futuroscope \| + 0 s \| \| \| 9.ª \| Arlenis Sierra \| Astana Women's Team \| + 0 s \| \| \| 10.ª \| Marianne Vos \| CCC-Liv \| + 0 s \| \| |                   |                                    |                 |
| |                   |                                    |                 |
| Fuente: ProCyclingStats |                   |                                    |                 |
| Clasificación general |                   |                                    |                 |
| Ciclista | Ciclista          | Equipo                             | Tiempo          |
| 1.ª | Kirsten Wild      | WNT-Rotor Pro Cycling              | 3 h 13 min 07 s |
| 2.ª | Lorena Wiebes     | Parkhotel Valkenburg               | + 0 s           |
| 3.ª | Lotte Kopecky     | Lotto Soudal Ladies                | + 0 s           |
| 4.ª | Lotta Lepistö     | Trek-Segafredo                     | + 0 s           |
| 5.ª | Susanne Andersen  | Sunweb                             | + 0 s           |
| 6.ª | Elisa Balsamo     | Valcar Cylance                     | + 0 s           |
| 7.ª | Marta Bastianelli | Virtu Cycling Women                | + 0 s           |
| 8.ª | Emilia Fahlin     | FDJ-Nouvelle Aquitaine-Futuroscope | + 0 s           |
| 9.ª | Arlenis Sierra    | Astana Women's Team                | + 0 s           |
| 10.ª | Marianne Vos      | CCC-Liv                            | + 0 s           |

## Ciclistas participantes y posiciones finales
Convenciones:
- AB-N: Abandono en la etapa "N"
- FLT-N: Retiro por llegada fuera del límite de tiempo en la etapa "N"
- NTS-N: No tomó la salida para la etapa "N"
- DES-N: Descalificado o expulsado en la etapa "N"

## UCI WorldTour Femenino
La carrera Tres Días de Brujas-La Panne femenina otorgó puntos para el UCI WorldTour Femenino 2019 y el UCI World Ranking Femenino, incluyendo a todas las corredoras de los equipos en las categorías UCI Team Femenino. Las siguientes tablas muestran el baremo de puntuación y las 10 corredoras que obtuvieron más puntos:
| Posición   | 1.ª | 2.ª | 3.ª | 4.ª | 5.ª | 6.ª | 7.ª | 8.ª | 9.ª | 10.ª | 11.ª | 12.ª | 13.ª | 14.ª | 15.ª | 16.ª-30.ª | 31.ª-40.ª |
| Puntuación | 200 | 150 | 125 | 100 | 85  | 70  | 60  | 50  | 40  | 35   | 30   | 25   | 20   | 15   | 10   | 5         | 3         |

| Clasificación |                   |                                    |        |
| Posición      | Ciclista          | Equipo                             | Puntos |
| ------------- | ----------------- | ---------------------------------- | ------ |
| 1.ª           | Kirsten Wild      | WNT-Rotor                          | 200    |
| 2.ª           | Lorena Wiebes     | Parkhotel Valkenburg               | 150    |
| 3.ª           | Lotte Kopecky     | Lotto Soudal Ladies                | 125    |
| 4.ª           | Lotta Lepistö     | Trek-Segafredo                     | 100    |
| 5.ª           | Susanne Andersen  | Sunweb                             | 85     |
| 6.ª           | Elisa Balsamo     | Valcar Cylance                     | 70     |
| 7.ª           | Marta Bastianelli | Virtu                              | 60     |
| 8.ª           | Emilia Fahlin     | FDJ Nouvelle Aquitaine Futuroscope | 50     |
| 9.ª           | Arlenis Sierra    | Astana                             | 40     |
| 10.ª          | Marianne Vos      | CCC-Liv                            | 35     |